# Chabis
Le chabis est un fromage français, à base de lait de chèvre, à pâte molle à croûte fleurie, d'un poids moyen de 100 grammes. Il est originaire de la région du Poitou et des Charentes (région Nouvelle-Aquitaine). 
Sa période de dégustation optimale s'étale d'avril à août après un affinage de 20 jours, mais il est aussi excellent de mars à décembre.
Sa production est à la fois fermière et industrielle. 